# Spes
Spes es la diosa romana que personifica la Esperanza. Es representada como una joven mujer cargando una cornucopia y/o una flor y es equivalente a la diosa griega Elpis. Se conocen varios templos dedicados a Spes, y las inscripciones muestran que recibió culto tanto privado como estatal.
Tradicionalmente se la ha definido como la última diosa (en latín: Spes Ultima Dea que significa "la esperanza es lo último que muere"), en cuanto la esperanza es el último recurso disponible para el hombre.

## Época republicana

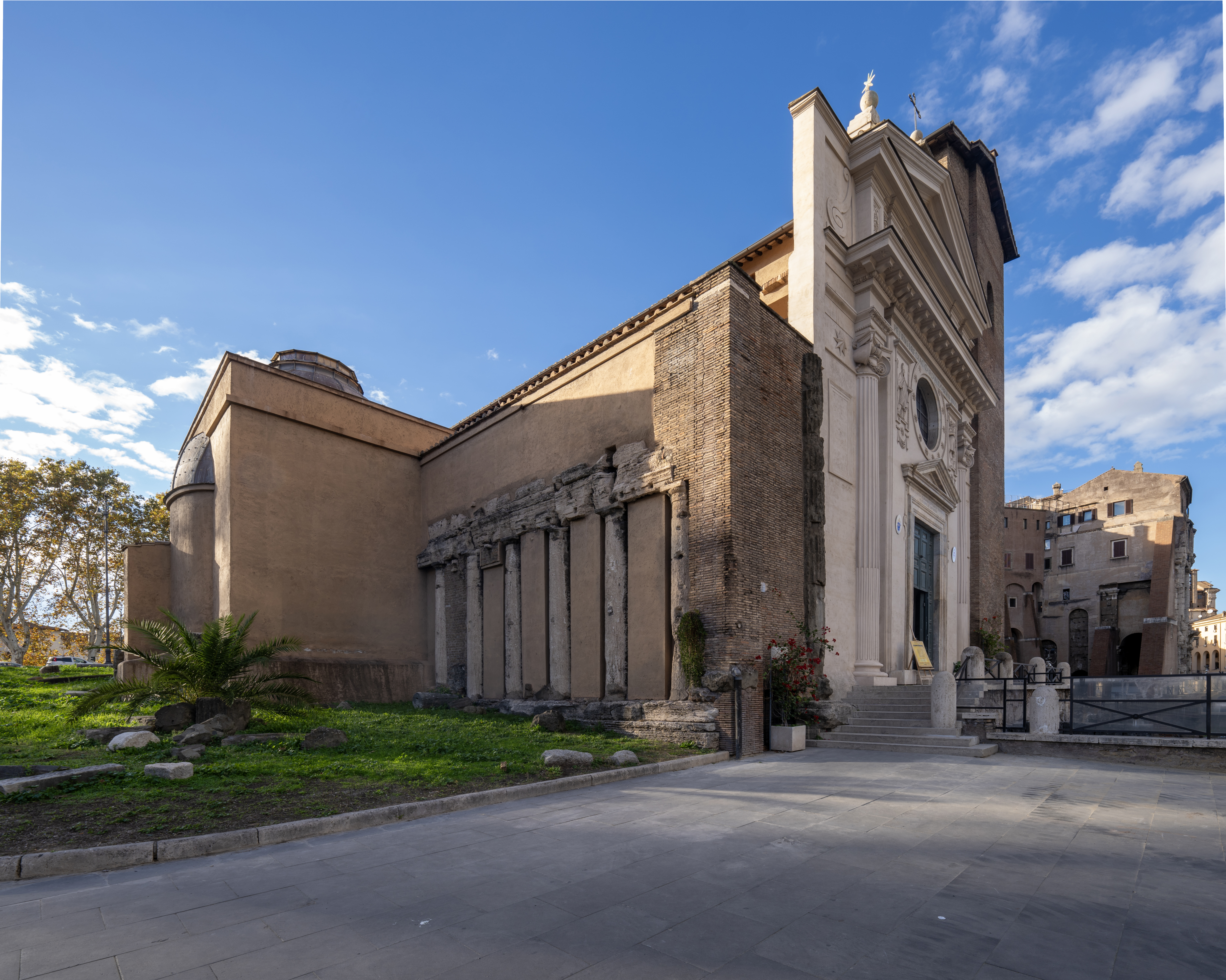
Columnas del Templo de Spes en el Forum Holitorium que fueron incorporadas al lateral de la iglesia de San Nicola in Carcere, Roma.

Durante la República romana, un templo dedicado a la "antigua esperanza" (Spes vetus), estaba localizado supuestamente cerca de la Porta Praenestina. Se asoció con sucesos que ocurrieron en el siglo V a. C., pero su existencia, como algo más que no fuese un santuario privado, ha sido puesta en duda.
En Roma, un templo bien documentado dedicado a Spes y a Fides fue construido por Aulo Atilio Calatino, como resultado de los votos (vota) hechos a estas diosas durante la primera guerra púnica y otro en el Vicus Longus del Esquilino.
En Capua en el 110 a. C., se construyó un templo dedicado a la tríada de Spes, Fides y Fortuna.
En Minturnas, desde el año 70 a. C., está documentado que en el existente santuario de Spes, las ceremonias eran celebradas por magistri esclavos, magistri libres e ingenui.

## Época imperial
Spes fue una de las personificaciones divinas en el culto imperial de las Virtudes. Spes Augusta era la Esperanza asociada a la capacidad del emperador Augusto como para garantizar las bendiciones.
Como Salus ("Salvación, Seguridad"), Ops ("Abundancia, Prosperidad") y Victoria, Spes era un poder que vendría de los dioses, en contraste con los poderes divinos que residían dentro del individuo, como Mens ("Inteligencia"), Virtus ("Virtud") y Fides ("Fe, Fidelidad, Honradez").

## La griega Elpis
Su equivalente griego era Elpis que, por contraste, no tenía culto formal en la Antigua Grecia. El mito principal donde Elpis juega un papel es en la historia de Pandora. Los griegos tenían sentimientos ambivalentes, o incluso negativos, sobre la "esperanza", y como concepto era poco importante para los sistemas filosóficos de los estoicos y epicúreos.